# Oesterdammen
Oesterdammen (nederländska: Oesterdam) är en översvämningsbarriär nära Tholen i östra Zeeland i Nederländerna. Barriären ska skydda vid hotande översvämningar från Nordsjön och utgör en del av Deltawerken och invigdes 1989.

## Geografi
Hela skyddsbarriären sträcker sig mellan Tholen på ön Tholen i norr och Reimerswaal på ön Zuid-Beveland i provinsen Zeeland i söder. Dammen skiljer kanalen Schelde-Rhenkanalen från Oosterschelde. En liten del gränsar även mot Bergen op Zoom i Noord-Brabant. På andra sidan kanalen ligger Markiezaatdammen.

## Konstruktionen
Oesterdammen har en total längd av cirka 10 500 meter. Under konstruktionen behövde det skapas en konstgjord ö. Dammen har en sluss,  Bergsediepsluis, i den norra delen. Vid dammens södra del finns också en sluss, De Kreekraksluizen, i Schelde-Rhenkanalen.

## Historia
Första spadtaget på dammen gjordes 1979 och dammen färdigställdes i maj 1986. Dammen invigdes officiellt först den 6 november 1989 efter färdigställandet av trafikleden som löper på dammen.
Oesterdammen är den längsta dammen i hela Deltaprojektet.
Byggandet av barriären tillsammans med Philipsdammen var även ett nödvändigt steg  för att kontrollera vattenflöden efter byggandet av Oosterscheldebarriären.